# Charruba
Charruba (arab. خروبة) – nieistniejąca już arabska wieś, która była położona w Dystrykcie Ramli w Mandacie Palestyny. Wieś została wyludniona i zniszczona podczas I wojny izraelsko-arabskiej, po ataku Sił Obronnych Izraela w dniu 10 lipca 1948.

## Położenie
Charruba leżała na zachodnim krańcu wzgórz Samarii. Według danych z 1945 do wsi należały ziemie o powierzchni 3 374 ha. We wsi mieszkało wówczas 170 osób.
| własność gruntów | powierzchnia gruntów (hektary) |
| ---------------- | ------------------------------ |
| Arabowie         | 3 373                          |
| Żydzi            | 0                              |
| publiczne        | 1                              |
| Razem            | 3 374                          |

| Rodzaj użytkowanych gruntów | Arabowie (hektary) | Żydzi (hektary) |
| --------------------------- | ------------------ | --------------- |
| uprawy nawadniane           | 25                 | 0               |
| uprawy zbóż                 | 1 620              | 0               |
| nieużytki                   | 1 726              | 0               |
| zabudowane                  | 3                  | 0               |

## Historia
W okresie panowania Brytyjczyków Charruba była małą wsią.
Na początku I wojny izraelsko-arabskiej w maju 1948 wieś zajęły arabskie milicje, które atakowały żydowską komunikację w okolicy. Na samym początku operacji Danny w dniu 10 lipca 1948 wieś zajęli izraelscy żołnierze. Mieszkańcy zostali zmuszeni do opuszczenia swoich domów. Następnie wszystkie domy wyburzono.

## Miejsce obecnie
Rejon wioski Charruba jest opuszczony.
Palestyński historyk Walid Chalidi, tak opisał pozostałości wioski Charruby: „Teren jest pokryty kamiennym gruzem ze zniszczonych domów, i porośnięty roślinnością”.